# Luftpaket
Der Begriff Luftpaket bezeichnet in der theoretischen Meteorologie eine bestimmte Luftmenge bzw. ein Luftvolumen, das
- groß genug ist, um über Zustandsgrößen wie Temperatur, Druck, Dichte und Luftfeuchtigkeit beschrieben werden zu können, aber
- klein genug ist, um in der mathematischen Behandlung als infinitesimal zu gelten.

Es handelt sich folglich um ein theoretisches Konzept, das dazu dienen soll, kleinräumige Effekte in einem eng begrenzten Raum richtig zu beschreiben, obwohl es eine solche Begrenzung de facto nicht gibt.
Der Begriff wird vor allem angewendet wenn es gilt, adiabatische vertikale oder auch advektive (horizontale Strömung) Prozesse der Atmosphärendynamik zu beschreiben. In manchen Zusammenhängen ist es auch didaktisch vorteilhafter, den Aufstieg einer bestimmten Luftmenge in der Atmosphäre darzustellen als die Dynamik nicht scharf voneinander abzugrenzender Luftmassen.

## Parcel-Methode
Durch die Betrachtung eines Luftpakets lassen sich die Gleichgewichtsbedingungen der Mechanik auf die Erdatmosphäre übertragen (Parcel-Methode, engl. parcel „Paket“).
Das Luftpaket besitzt vor der vertikalen Verschiebung dieselbe Dichte bzw. Temperatur wie die umgebende Luft. Ihm wird keine Wärme zugeführt oder entzogen, d. h. es bewegt sich adiabatisch. Zusätzlich wird davon ausgegangen, dass keine Mischung mit der umgebenden Luft eintritt (laminare Strömung).

### Trockenadiabatischer Aufstieg
| Hydrostatisches Gleich- oder Ungleichgewicht | |
| Stabile Atmosphärenschichtung                | Die stabile Atmosphärenschichtung beschreibt den Zustand der Erdatmosphäre, bei dem die vertikale Temperaturabnahme (schwarze Linie in der Abb.) kleiner ist als die trockenadiabatische Temperaturabnahme (TA, rote Linie in den Abb.n), also geringer als 0,98 °C auf 100 Meter Höhendifferenz. |
| Neutrale Atmosphärenschichtung               | Bei einer neutralen Atmosphärenschichtung (indifferentes Gleichgewicht) steigt das Luftpaket trockenabiabatisch mit einem Temperaturverlust von 0,98 °C pro 100 m. Wegen der neutralen Schichtung der Atmosphäre erfährt es trotz Auf- oder Abstieg keinen thermischen Auf- oder Abtrieb und bleibt in der "Schwebe".                                                                                          |
| Labile Atmosphärenschichtung                 | Bei einer labilen Atmosphärenschichtung ist die Temperaturabnahme der Atmosphäre (schwarz) größer als 0,98 °C pro 100 m (rot); die Temperatur eines aufsteigenden Luftpakets reduziert sich also weniger stark als der Temperaturgradient. Die Luft ist (oder wird) wärmer als die Umgebung – mit steigender Tendenz –, steigt darum beschleunigt weiter auf und entfernt sich immer weiter vom Gleichgewicht. |

### Feuchtadiabatischer Aufstieg
Analog verhalten sich die Gleichgewichte für den feuchtadiabatischen Aufstieg, bei welchen das Luftpaket feuchtadiabatisch, also mit etwa 0,5 °C pro 100 m, steigt. Auch hier unterscheidet man zwischen (feucht-)stabiler und (feucht-)labiler Schichtung.

### Sonderfall
Im Sonderfall der bedingt labilen Atmosphärenschichtung ist die Atmosphäre bei trockenadiabatischem Aufstieg stabil, jedoch bei feuchtadiabatischem Aufstieg labil.